# Manabo, Abra
Manabo là một đô thị hạng 5 ở tỉnh Abra, Philippines. Theo điều tra dân số năm 2007, đô thị này có dân số 10.538 người trong 1,871 hộ.

## Các khu phố (barangay)
Manabo được chia thành 11 khu phố (barangay).
| Barangay         | Pop. (2007) |
| ---------------- | ----------- |
| Ayyeng (Pob.)    | 1.532       |
| Catacdegan Nuevo | 576         |
| Catacdegan Viejo | 471         |
| Luzong           | 1.095       |
| San Jose Norte   | 564         |
| San Jose Sur     | 565         |
| San Juan Norte   | 525         |
| San Juan Sur     | 721         |
| San Ramon East   | 2.115       |
| San Ramon West   | 1.973       |
| San Tomas        | 401         |

## Kết quả bầu cử năm 2007
| Chức vụ          | Ứng cử viên              | Tổng số phiếu bầu |
| ---------------- | ------------------------ | ----------------- |
| Thị trưởng       | Masayo C. Dumasing       | 4.070             |
| Phó thị trưởng   | Arturo S. Gayao          | 3.473             |
| Ủy viên hội đồng | Nixon S. Prieto          | 4.028             |
| Ủy viên hội đồng | Jaime M. Licuben         | 3.385             |
| Ủy viên hội đồng | Norma B. Sabaot          | 3.319             |
| Ủy viên hội đồng | Baylon G. Gumanab        | 3.312             |
| Ủy viên hội đồng | Agapito M. Balangcad Jr. | 3.021             |
| Ủy viên hội đồng | Apolinario A. Pabrua     | 2.670             |
| Ủy viên hội đồng | Rosendo B. Crisologo Jr. | 2.430             |
| Ủy viên hội đồng | Artemio P. Fetalvero     | 2.106             |